# Germain Agustien
Germain Agustien, detto Kemy (Willemstad, 20 agosto 1986), è un ex calciatore olandese, originario di Curaçao, di ruolo centrocampista.

## Carriera

### Club
Nato a Willemstad, nelle Antille Olandesi, ha iniziato la sua carriera nelle giovanili del Willem II. Ha giocato per due stagioni in prima squadra nell'Eredivisie, ed è apparso due volte in Coppa UEFA nella stagione 2005-2006. Nel 2006 si trasferisce all'AZ Alkmaar, venendo però subito girato in prestito al Roda JC per la stagione 2006-2007 per acquisire più esperienza.
Dopo essere tornato all'AZ Alkmaar per una stagione, viene nuovamente ceduto in prestito al Birmingham City nel luglio del 2008, con l'opzione del diritto di riscatto per 2 milioni di euro. Ha fatto il suo esordio in una partita di Coppa di Lega persa contro il Southampton il 26 agosto 2008. Ha debuttato nella Football League Championship quattro giorni dopo in una partita pareggiata per 1-1 contro il Norwich City. Tuttavia venne presto messo fuori rosa a causa di un'operazione all'ernia, che non gli ha più permesso di adattarsi al ritmo e la fisicità del calcio inglese..
Nella stagione successiva viene ancora una volta ceduto in prestito al RKC Waalwijk, recentemente promosso nell'Eredivisie, per la stagione 2009-2010. Alla fine di quella stagione, fu congedato dall'AZ Alkmaar.
Dopo un periodo di prova con il club polacco del Wisla Cracovia, viene acquistato dallo Swansea City, firmando un contratto biennale.
Nel marzo del 2011 viene ceduto in prestito al Crystal Palace.

### Nazionale
Ha rappresentato la nazionale olandese a livello Under-20 e 21

## Palmarès

### Competizioni nazionali
- Coppa di Lega inglese: 1

Swansea City: 2012-2013